# Rodolfo Gambini

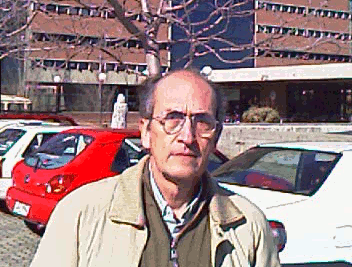
Rodolfo Gambini an der Universität von Montevideo 2008

Rodolfo Gambini (* 1946 in Montevideo) ist ein theoretischer Physiker, der sich mit Quantengravitation befasst. Er ist Professor an der Universidad de la República in Montevideo.
Gambini studierte in Montevideo, wurde an der Universität Paris-Süd (Paris XI) und am Institut Henri Poincaré bei Achille Papapetrou promoviert (Thema der Dissertation war die Ausbreitung von Gravitationswellen in elastischen Medien) und wurde dann 1985 Titularprofessor an der Universidad Simón Bolívar in Caracas. 1987 ging er nach der Rückkehr der Demokratie wieder nach Uruguay und wurde Professor in Montevideo.
Gambini ist einer der Pioniere der Schleifenquantengravitation. Schon 1986 führte er mit Antoni Trias Schleifenvariable bei Yang-Mills-Theorien ein. Ab 1990 arbeitete er eng mit dem aus Argentinien stammenden Physiker Jorge Pullin zusammen und ist häufig bei diesem als Gastwissenschaftler an der Louisiana State University. Zum Beispiel entdeckten sie Zusammenhänge mit der Knotentheorie (Gegenstand einer frühen Monographie über Schleifenquantengravitation mit Pullin) und zeigten, dass das Jones-Polynom Lösung der quantisierten Einsteingleichungen in der Schleifenquantengravitation ist.
Mit Pullin sagte er nichtklassische Formen der Lichtausbreitung aus der Schleifenquantengravitation vorher.
Gambini veröffentlichte auch über Gittereichtheorien, Grundlagen der Quantenmechanik (mit einer eigenen Montevideo Interpretation der Quantenmechanik) und philosophische Fragen.
Er ist Fellow der American Physical Society und der American Association for the Advancement of Science. Er ist Mitglied der Third World Academy of Sciences, der argentinischen Akademie der Wissenschaften und der Latin American Academy of Science. 2004 erhielt er die Medaille für Wissenschaft des Präsidenten von Uruguay und 2003 den Physikpreis der Third World Academy of Sciences. 2021 wurde Gambini in die American Academy of Arts and Sciences gewählt.
2003 bis 2008 leitete er die staatliche Förderorganisation für Wissenschaft von Uruguay (Pedeciba).

## Schriften
- mit J. A. Pullin, A first course in Loop Quantum Gravity, Oxford University Press 2011
- mit J. A. Pullin, Loops, Knots, Gauge Theories and Quantum Gravity, Cambridge University Press 1996